# Кукушкін Олександр Васильович
Куку́шкін Олекса́ндр Васи́льович (рос. Кукушкин Александр Васильевич; нар. 31 липня 1901 — пом. 25 квітня 1943) — радянський військовик часів Другої Світової війни, генерал-майор танкових військ (10.11.42).

## Біографія
Народився 31 липня 1901 року в місті Кострома.
В лавах РСЧА з липня 1919 року. До жовтня 1919 року проходив службу червоноармійцем 95-го окремого продовольчого батальйону в Самарі.
У 1920 році закінчив Костромські командні піхотні курси. З листопада 1920 року командир взводу при штабі 32-ї стрілецької дивізії, З січня по листопад 1921 року — командир взводу 119-го стрілецького полку 14-ї стрілецької дивізії.
У 1923 році закінчив піхотне відділення Київської вищої об'єднаної військової школи. Обіймав посади тво командира взводу дивізійної школи молодшого комскладу 2-ї Кавказької стрілецької дивізії, помічник командира й командир роти 4-го Кавказького стрілецького полку.
У 1927 році закінчив повторне відділення при Ташкентській об'єднаній військовій школі імені В. І. Леніна. З березня 1928 року — командир роти, згодом — начальник стройової частини Закавказької військової піхотної школи.
У травні 1930 року зарахований слухачем Військової академії імені М. В. Фрунзе, яку закінчив у 1933 році. З травня 1933 року — начальник оперативної частини штабу 133-ї механізованої бригади.
З жовтня 1937 року — слухач Військової академії Генштабу РСЧА, яку закінчив у 1939 році. Після закінчення академії направлений в урядове відрядження до Китаю.
З березня 1941 року — начальник 1-го відділу Управління бойової підготовки ГАБТУ РСЧА. З початком німецько-радянської війни призначений представником Генерального штабу на Північно-Західному фронті.
З 16 жовтня 1941 по 12 серпня 1942 року — командир 45-ї танкової бригади.
З серпня 1942 року — командуючий бронетанковими і механізованими військами 6-ї армії Воронезького фронту.
10 листопада 1942 року присвоєно військове звання «генерал-майор танкових військ».
6 лютого 1943 року призначений командиром 1-го гвардійського танкового корпусу на Південно-Західному фронті.
25 квітня 1943 року загинув під час авіаційного нальоту ворога. Похований в місті Міллерове Ростовської області.

## Нагороди
Нагороджений орденом Леніна, трьома орденами Червоного Прапора, орденом Богдана Хмельницького 2-го ступеня та медаллю «XX років РСЧА».

## Пам'ять
Одна з вулиць міста Міллерове названа ім'ям генерала О. В. Кукушкіна.